# Evgueni Tcherniakhovski
Evgueni Grigorevitch Tcherniakhovski (russe :  Евге́ний Григо́рьевич Черняхо́вский), né en  1873, dans le village de Mazepitsy, dans l'oblast de Kiev, alors dans l'Empire russe, maintenant en Ukraine, et mort en 1938, à Kiev, est un chirurgien, traumatologue, docteur et professeur de médecine russe, ukrainien et soviétique. Il a été le recteur de l'Institut de médecine de Kiev, et le premier médecin de Kiev à faire une opération chirurgicale du cœur. 

## Biographie
Evgueni Grigorevitch Tcherniakhovski est né en 1873, dans le village de Mazepitsy, dans la famille d'un prêtre de paroisse. Il a pour frère Aleksandr Tcherniakhovski.
Il étudie la médecine à l'université Saint-Vladimir de Kiev et travaille ensuite comme interne dans le département de chirurgie de l'hôpital Aleksandrovsk, sous la direction de Nikolaï Volkovitch (ru). 
En 1903, Evgueni Tcherniakhovski remplace Nikolaï Volkovitch à la direction du département de chirurgie. Les comptes rendus d'activité du département montrent qu'en 1903 et 1904, il effectué 554 opérations chirurgicales, notamment des organes de la cavité abdominale, du cœur et des vaisseaux sanguins, ou à la suite de traumatismes ou de tumeurs. Les résultats de ses opérations sont satisfaisants, avec 13,5 % de mortalité post-opératoire. En 1908, Tcherniakhovski est élu secrétaire scientifique de la société chirurgicale de Kiev, qui vient d'être créée. En 1911 il soutient son doctorat, et en 1914 il est nommé professeur. 
En 1920, à partir de la faculté de médecine de l'université de Kiev, un institut de médecine est créé, et Evgueni Tcherniakhovski en est le premier recteur. Il dirige en même temps en 1921 et 1922 la chaire de chirurgie générale, en 1923, il remplace Volkovitch dans son enseignement, et devient titulaire de la chaire de chirurgie de la faculté qu'il occupera jusqu'en 1929. 
En 1929, ses frères E. G. Tcherniakhovski, professeur d'histologie, et A. G. Tcherniakhovski sont arrêtés sur la base d'accusations mensongères par la Guépéou. Evgueni Tcherniakhovski est également victime de la répression et licencié. 
On ne sait rien de son existence dans les années qui suivent. Il meurt en 1938 et repose dans le cimetière de Loukianovsk.

## Activité scientifique
Evgueni Tcherniakhovski a étudié les questions de la chirurgie militaire et de campagne, d'asepsie, de chirurgie cardio-vasculaire, d'oncologie et de chirurgie des abcès. Il a pendant toute sa vie donné préférence dans son travail à la langue ukrainienne[réf. nécessaire].

## Principaux travaux
- (ru) Десять случаев перелома тазовых костей [« Dix cas de fractures des os pelviens »], Moscou, Товарищество скоропечати А. А. Левенсон,‎ 1902
- (ru) Саркома пяточной кости [« Le sarcome de la cinquième côte »], Moscou, Товарищество скоропечати А. А. Левенсон,‎ 1902
- (ru) Случай зашивания раны сердца [« Cas de couture de blessures du coeur »], Moscou, Товарищество скоропечати А. А. Левенсон,‎ 1905
- (ru) Краткий отчёт по Хирургическому отделению Киевской городской больницы [« Court rapport du département de chirurgie de l'hôpital municipal de Kiev »], Kiev, -,‎ 1906
- (ru) К вопросу о дуоденальном диабете [« A propos du diabète duodénal »], Kiev, Типография Университета св. Владимира,‎ 1906
- (ru) Современное состояние хирургии кровеносных сосудов [« Etat actuel de la chirurgie du système vasculaire »], Moscou, Типография Г. Я. Глоуберман,‎ 1910